# Brani musicali al numero uno in Italia (2013)
La presente lista elenca le canzoni che hanno raggiunto la prima posizione nella classifica settimanale italiana Top Singoli, stilata durante il 2013 dalla Federazione Industria Musicale Italiana, in collaborazione con la GfK Retail and Technology Italia.
| Settimana                                | Brano                 | Artista/i                         | Totale settimane al numero 1 |
| ---------------------------------------- | --------------------- | --------------------------------- | ---------------------------- |
| Settimana 1 (31 dicembre 2012-6 gennaio) | Scream & Shout        | will.i.am feat. Britney Spears    | 4                            |
| Settimana 2 (7 gennaio-13 gennaio)       | Scream & Shout        | will.i.am feat. Britney Spears    | 4                            |
| Settimana 3 (14 gennaio-20 gennaio)      | Scream & Shout        | will.i.am feat. Britney Spears    | 4                            |
| Settimana 4 (21 gennaio-27 gennaio)      | L'uomo più semplice   | Vasco Rossi                       | 1                            |
| Settimana 5 (28 gennaio-3 febbraio)      | I Follow Rivers       | Lykke Li                          | 2                            |
| Settimana 6 (4 febbraio-10 febbraio)     | I Follow Rivers       | Lykke Li                          | 2                            |
| Settimana 7 (11 febbraio-17 febbraio)    | L'essenziale          | Marco Mengoni                     | 8                            |
| Settimana 8 (18 febbraio-24 febbraio)    | L'essenziale          | Marco Mengoni                     | 8                            |
| Settimana 9 (25 febbraio-3 marzo)        | L'essenziale          | Marco Mengoni                     | 8                            |
| Settimana 10 (4 marzo-10 marzo)          | L'essenziale          | Marco Mengoni                     | 8                            |
| Settimana 11 (11 marzo-17 marzo)         | L'essenziale          | Marco Mengoni                     | 8                            |
| Settimana 12 (18 marzo-24 marzo)         | L'essenziale          | Marco Mengoni                     | 8                            |
| Settimana 13 (25 marzo-31 marzo)         | L'essenziale          | Marco Mengoni                     | 8                            |
| Settimana 14 (1º aprile-7 aprile)        | L'essenziale          | Marco Mengoni                     | 8                            |
| Settimana 15 (8 aprile-14 aprile)        | Just Give Me a Reason | Pink feat. Nate Ruess             | 2                            |
| Settimana 16 (15 aprile-21 aprile)       | Just Give Me a Reason | Pink feat. Nate Ruess             | 2                            |
| Settimana 17 (22 aprile-28 aprile)       | Get Lucky             | Daft Punk feat. Pharrell Williams | 11                           |
| Settimana 18 (29 aprile-5 maggio)        | Get Lucky             | Daft Punk feat. Pharrell Williams | 11                           |
| Settimana 19 (6 maggio-12 maggio)        | Get Lucky             | Daft Punk feat. Pharrell Williams | 11                           |
| Settimana 20 (13 maggio-19 maggio)       | Get Lucky             | Daft Punk feat. Pharrell Williams | 11                           |
| Settimana 21 (20 maggio-26 maggio)       | Get Lucky             | Daft Punk feat. Pharrell Williams | 11                           |
| Settimana 22 (27 maggio-2 giugno)        | Get Lucky             | Daft Punk feat. Pharrell Williams | 11                           |
| Settimana 23 (3 giugno-9 giugno)         | Get Lucky             | Daft Punk feat. Pharrell Williams | 11                           |
| Settimana 24 (10 giugno-16 giugno)       | Get Lucky             | Daft Punk feat. Pharrell Williams | 11                           |
| Settimana 25 (17 giugno-23 giugno)       | Get Lucky             | Daft Punk feat. Pharrell Williams | 11                           |
| Settimana 26 (24 giugno-30 giugno)       | Get Lucky             | Daft Punk feat. Pharrell Williams | 11                           |
| Settimana 27 (1º luglio-7 luglio)        | Get Lucky             | Daft Punk feat. Pharrell Williams | 11                           |
| Settimana 28 (8 luglio-14 luglio)        | La La La              | Naughty Boy feat. Sam Smith       | 1                            |
| Settimana 29 (15 luglio-21 luglio)       | Wake Me Up            | Avicii feat. Aloe Blacc           | 12                           |
| Settimana 30 (22 luglio-28 luglio)       | Wake Me Up            | Avicii feat. Aloe Blacc           | 12                           |
| Settimana 31 (29 luglio-4 agosto)        | Wake Me Up            | Avicii feat. Aloe Blacc           | 12                           |
| Settimana 32 (5 agosto-11 agosto)        | Wake Me Up            | Avicii feat. Aloe Blacc           | 12                           |
| Settimana 33 (12 agosto-18 agosto)       | Wake Me Up            | Avicii feat. Aloe Blacc           | 12                           |
| Settimana 34 (19 agosto-25 agosto)       | Wake Me Up            | Avicii feat. Aloe Blacc           | 12                           |
| Settimana 35 (26 agosto-1º settembre)    | Wake Me Up            | Avicii feat. Aloe Blacc           | 12                           |
| Settimana 36 (2 settembre-8 settembre)   | Wake Me Up            | Avicii feat. Aloe Blacc           | 12                           |
| Settimana 37 (9 settembre-15 settembre)  | Limpido               | Laura Pausini feat. Kylie Minogue | 1                            |
| Settimana 38 (16 settembre-22 settembre) | Wake Me Up            | Avicii feat. Aloe Blacc           | 12                           |
| Settimana 39 (23 settembre-29 settembre) | Wake Me Up            | Avicii feat. Aloe Blacc           | 12                           |
| Settimana 40 (30 novembre-6 ottobre)     | Wake Me Up            | Avicii feat. Aloe Blacc           | 12                           |
| Settimana 41 (7 ottobre-13 ottobre)      | Wake Me Up            | Avicii feat. Aloe Blacc           | 12                           |
| Settimana 42 (14 ottobre-20 ottobre)     | Cambia-menti          | Vasco Rossi                       | 1                            |
| Settimana 43 (21 ottobre-27 ottobre)     | Royals                | Lorde                             | 1                            |
| Settimana 44 (28 ottobre-3 novembre)     | Burn                  | Ellie Goulding                    | 1                            |
| Settimana 45 (4 novembre-10 novembre)    | Stardust              | Mika feat. Chiara                 | 5                            |
| Settimana 46 (11 novembre-17 novembre)   | Stardust              | Mika feat. Chiara                 | 5                            |
| Settimana 47 (18 novembre-24 novembre)   | Stardust              | Mika feat. Chiara                 | 5                            |
| Settimana 48 (25 novembre-1º dicembre)   | Let Her Go            | Passenger                         | 1                            |
| Settimana 49 (2 dicembre-8 dicembre)     | Ordinary Love         | U2                                | 1                            |
| Settimana 50 (9 dicembre-15 dicembre)    | La vita e la felicità | Michele Bravi                     | 1                            |
| Settimana 51 (16 dicembre-22 dicembre)   | Stardust              | Mika feat. Chiara                 | 5                            |
| Settimana 52 (23 dicembre-29 dicembre)   | Stardust              | Mika feat. Chiara                 | 5                            |

- Wake Me Up  di Avicii in collaborazione con Aloe Blacc, con 12 settimane non consecutive di permanenza alla numero uno, è il singolo che ha passato più tempo in vetta alla classifica nel 2013.

## Classifica fine anno
| Brano                 | Artista/i                          | Certificazione |
| --------------------- | ---------------------------------- | -------------- |
| Get Lucky             | Daft Punk feat. Pharrell Williams  | Multiplatino   |
| Wake Me Up            | Avicii feat. Aloe Blacc            | Multiplatino   |
| L'essenziale          | Marco Mengoni                      | Multiplatino   |
| Blurred Lines         | Robin Thicke feat. T.I. & Pharrell | Multiplatino   |
| Just Give Me a Reason | Pink feat. Nate Ruess              | Multiplatino   |
| Scream & Shout        | will.i.am feat. Britney Spears     | Multiplatino   |
| I Follow Rivers       | Lykke Li                           | Multiplatino   |
| You Will Never Know   | Imany                              | Multiplatino   |
| Play Hard             | David Guetta feat. Ne-Yo & Akon    | Multiplatino   |
| Pompeii               | Bastille                           | Multiplatino   |

Fonte